# かあさん堂々
『かあさん堂々』（かあさんどうどう）は、1977年4月26日から同年9月27日までTBS系列で放送されていたテレビドラマ。放送時間は毎週火曜日21:00〜21:55。全23話。

## 概要
舞台は東京・下北沢。幼い頃から下北沢で育った南今日子は南家に嫁いで20年余りになるが、未亡人となり、5人の子供と亡き夫の両親、弟の妻と二人の同居人という大家族の中心として一家を支えている。長男・京太郎は蔵を改造して建てた小鳥の病院を経営している。しかし南家に、劇場建設の計画で立ち退きの話が持ち上がる…。南家二女・明日香と九右衛門、銀平、弾正が繰り広げる恋のさや当て合戦、京太郎と立原夕子のなかなか先へ進まない恋、そして今日子と千家冬樹のいわくありそうな関係、同居人同士の九右衛門と弾正のやりとりなど様々な出来事を描いたホームドラマ、ホームコメディ。
第1話では、前番組『三男三女婿一匹』の主演の森繁久彌が「三男三女 - 」に於ける役名「桂大五郎」のままで、バトンタッチ的な役割で特別出演している。

## キャスト
- 南今日子：京マチ子
- 南 京太郎（長男）：渡瀬恒彦
- 南良二（二男）：佐藤佑介
- 知子（旧姓・南、長女）：吉田日出子
- 南明日香（二女）：金沢碧 - 新進のイラストレーター
- 立原夕子：酒井和歌子 - 今日子の弟の妻
- 千家冬樹：杉浦直樹
- 間九右衛門：西田敏行 - 下宿人
- 弾正：赤塚真人 - 下宿人で、小鳥の病院の助手
- 立原銀平：加藤健一 - 夕子の弟で、小料理屋の板前
- 南惣吉：益田喜頓 - 今日子の夫の父（舅）
- 南キヌ：原泉 - 今日子の夫の母（姑）
- 叶ラン子：泉ピン子 - 青テント劇団の女優
- 梅之助（植木屋）：名古屋章
- ちえ子：松本ちえこ - 梅之助の娘
- 水木純子：水沢アキ
- 大迫朱実：根岸とし江
- 大迫（朱実の父）：河津清三郎 - 大迫商事社長
- 伸介：目黒祐樹 - 知子の夫
- 利江子：ホーン・ユキ
- 堀内正美
- 榎本ちえ子
- 小木日美子
- 天野満里子
- 礒永章彦
- 森下愛子

ゲスト
- 桂大五郎：森繁久彌（第1話、特別出演）
- 金井大（第2話）
- 及川ヒロオ（第2話）
- 信枝（弾正の母）：荒木道子（第14話）
- 咲子（弾正の遠縁の娘）：宮沢秀子
- 宇崎竜童（第18話）

## スタッフ
- プロデューサー：森開逞次
- 脚本：福田陽一郎
- 演出
  - 橋本信也（第1～3、6～10、13～14、20、22、23各話）
  - 脇田時三（第4、5、11、12、15、16、19各話）
  - 森開逞次（第17、18、21各話）
- 制作主任：上野喬士
- 音楽：宇崎竜童、小松原まさし
- 音響効果：西山隆司
- 制作協力：東通
- 撮影技術：関巧
- カメラ：大沢清
- 照明：下田栄治
- カラー調整：船山道夫
- 音声：塩崎太輔
- VTR：羽鳥能史
- 美術デザイン：椎葉禎介
- 美術制作：島田孝之
- タイトル：篠原栄太
- タイトル画：鈴木洋子
- 衣裳協力：吉忠モード、小杉産業、ヴィヴィド、鈴乃屋
- 制作：テレパック、TBS

## 主題歌
『ダウン・タウンのニュー賣物ブギ'77』 歌・演奏：ダウン・タウン・ブギウギ・バンド（作詞：島武実、作曲：宇崎竜童、編曲：ダウン・タウン・ブギウギ・バンド） 

## 関連文献
- 福田陽一郎『かあさん堂々』三笠書房、1977年6月25日。

| TBS火曜9時枠の連続ドラマ | TBS火曜9時枠の連続ドラマ | TBS火曜9時枠の連続ドラマ |
| 前番組                   | 番組名                   | 次番組                   |
| ------------------------ | ------------------------ | ------------------------ |
| 三男三女婿一匹           | かあさん堂々             | 晴れのち晴れ             |